# 千春子
『千春子』（ちはるこ）はTBS「ポーラテレビ小説」枠で1983年10月3日から1984年3月30日まで放送された連続テレビドラマである。全130回。

## 概要
「ポーラテレビ小説」第31作。本作をもってポーラ化粧品が単独スポンサーを降りたため、「ポーラテレビ小説」としては最終作となる。
大正から昭和前期にかけて金沢を舞台に初恋から不倫の恋まで情熱的に生きた女性の半生を描く一代記ドラマ。ヒロインには貝谷バレエ団所属の現役バレリーナ永光基乃が抜擢された。
福島県では、当初は福島テレビ（フジテレビ系列）で遅れネットで開始したが、第39話までは福島テレビで、第40話以降はテレビユー福島での放送となった。一方で、「ポーラテレビ小説」の遅れネット局であった秋田放送・山形放送・北日本放送・福井放送・四国放送・南海放送（いずれも日本テレビ系列）の6局は、本作終了をもって「ポーラテレビ小説」のネットを打ち切った。

## 物語
大正元年。金沢の老舗薬種商黒木屋には二人の娘がいた。姉の千秋は気品よく美人で女学校の成績も抜群のしっかり者、良縁の口も多い。それにひきかえ妹の千春子はお茶目な直情径行型で、両親の心配の種になっている。ある日、路上で第四高等学校の学生佐伯が千春子の鞄に手紙を押し込んだ。開いてみると千秋あての恋文で藤村の詩が書かれていた。ロマンチックな佐伯に憧れを募らせた千春子は千秋の名で返事を書く。初恋の始まりであった。千秋に粟津温泉の旅館醍醐の息子政善との縁談が持ち上がった。新興薬種商の台頭で業績が悪化していた主人佐久蔵は醍醐の持ち山にしかない薬草で作る新薬に起死回生を賭けようと縁談を進めるが、反発した千秋は見合いの当日、千春子とひと芝居を打ち破談にしてしまう。ところが、醍醐の女将まさは明るく物怖じしない千春子を気に入り、是非嫁にと所望してきた。

## キャスト
- 黒木千春子 …………… 永光基乃
- 黒木千秋 ……………… 真野あずさ
- 黒木佐久蔵 …………… 菅原謙次
- 黒木きく ……………… 千之赫子
- 津島万作 ……………… 小澤栄太郎
- 醍醐政善 ……………… 片岡秀太郎
- 醍醐まさ ……………… 木暮実千代
- 醍醐千代 ……………… 牛原千恵
- 佐伯伊三郎 …………… 岸田智史
- 文治 …………………… 下條正巳
- 美沢研二 ……………… 村上弘明
- 研二の母 ……………… 高田敏江
- りく …………………… 菅井きん
- よし …………………… 大鹿次代
- 松吉 …………………… 角野卓造
- 横田 …………………… 高松英郎
- 佐藤昌夫 ……………… 丹波義隆
- 藤原平四郎 …………… 岡本富士太
- 住職 …………………… 加藤武
- 住職の妻 ……………… 加藤和恵 (女優)
- 片山五郎 ……………… 岡本信人
- 片山のぶ ……………… あき竹城
- 森井先生 ……………… 大森暁美
- 尾上良介 ……………… 藤岡琢也
- 川島 …………………… 高原駿雄
- 彦坂直次 ……………… 磯部勉
- 師団長 ………………… 稲葉義男
- 浅井 …………………… 勝部演之
- たま …………………… 茅島成美
- 千代 …………………… 神保美喜
- ふく …………………… 原知佐子
- みつ子 ………………… つちやかおり
- 久里子 ………………… 遠藤京子
- とし …………………… 市川夏江
- さと …………………… 神保共子
- かえ …………………… 千うらら
- 染香 …………………… 湖条千秋
- 下宿のおばさん ……… 石井富子
- 越後屋 ………………… 阿部寿美子
- 松前 …………………… 庄司永建
- 松見博士 ……………… 池田鴻
- 薬問屋 ………………… 小瀬格
- 料理屋 ………………… 上田忠好
- 紀三郎 ………………… 早川勝也
- 千景 …………………… 岡寛恵
- 初 ……………………… 菅原ちね子
- 初老の夫 ……………… 藤原釜足
- 初老の妻 ……………… 神田時枝
- 刑事 …………………… 不破万作
- 刑事 …………………… 江角英明

- ナレーター …………… 大滝秀治

## スタッフ
- 脚本：重森孝子
- 演出：大岡進、清弘誠、鈴木利正、松田幸雄
- 音楽：佐藤允彦
- 制作：柳井満
- プロデューサー：和田旭

## 主題歌
- 「夢の淵に」
  - 作詞：来生えつこ
  - 作曲、歌：岸田智史　（CBSソニー）

## 参考資料
- 「テレビジョンドラマ」（放送映画出版）
- 「千春子」シナリオ決定稿